# Andrzej Samulowski (malarz)
Andrzej Samulowski (ur. 14 marca 1924 w Toruniu, zm. 25 maja 2002 w Olsztynie) – malarz, wnuk Andrzeja Samulowskiego, działacza warmińskiego z Gietrzwałdu.

## Życiorys
Urodził się w Toruniu, gdzie spędził dzieciństwo i młodość, ale na wszystkie wakacje przyjeżdżał do dziadków do Gietrzwałdu. W czasie II wojny światowej trafił do Włoch, gdzie w maju 1945 zgłosił się do II Korpusu generała Andersa, z II którym następnie trafił do Wielkiej Brytanii.
Jesienią 1947 wrócił do Torunia. Od 1949 studiował w krakowskiej Akademii Sztuk Pięknych, m.in. u Wacława Taranczewskiego, Adama Marczyńskiego i Czesława Rzepińskiego. Dyplom uzyskał w 1955 w pracowni prof. Zbigniewa Pronaszki. Po studiach powrócił do Gietrzwałdu, a po roku, w 1956, osiadł w Olsztynie, gdzie rozpoczął pracę artystyczną.
Andrzej Samulowski miał ponad 20 wystaw indywidualnych, brał udział w wystawach ogólnopolskich, m.in. w Warszawie, Szczecinie i Katowicach. Wystawiał za granicą, m.in. w Niemczech, Belgii, Wielkiej Brytanii, Francji, na Węgrzech oraz w Królewcu. Uprawiał malarstwo, głównie pejzaże, grafikę i rzeźbę.
Był animatorem życia artystycznego, organizatorem plenerów malarskich, spotkań i sympozjów. 25 maja 2002 roku w Gietrzwałdzie, w przeddzień niespodziewanej śmierci, miał wernisaż pejzaży Warmii.